# Xynobius coriacifacies
Xynobius coriacifacies är en stekelart som först beskrevs av Fischer 1998.  Xynobius coriacifacies ingår i släktet Xynobius och familjen bracksteklar. Inga underarter finns listade i Catalogue of Life.